# Bluefields

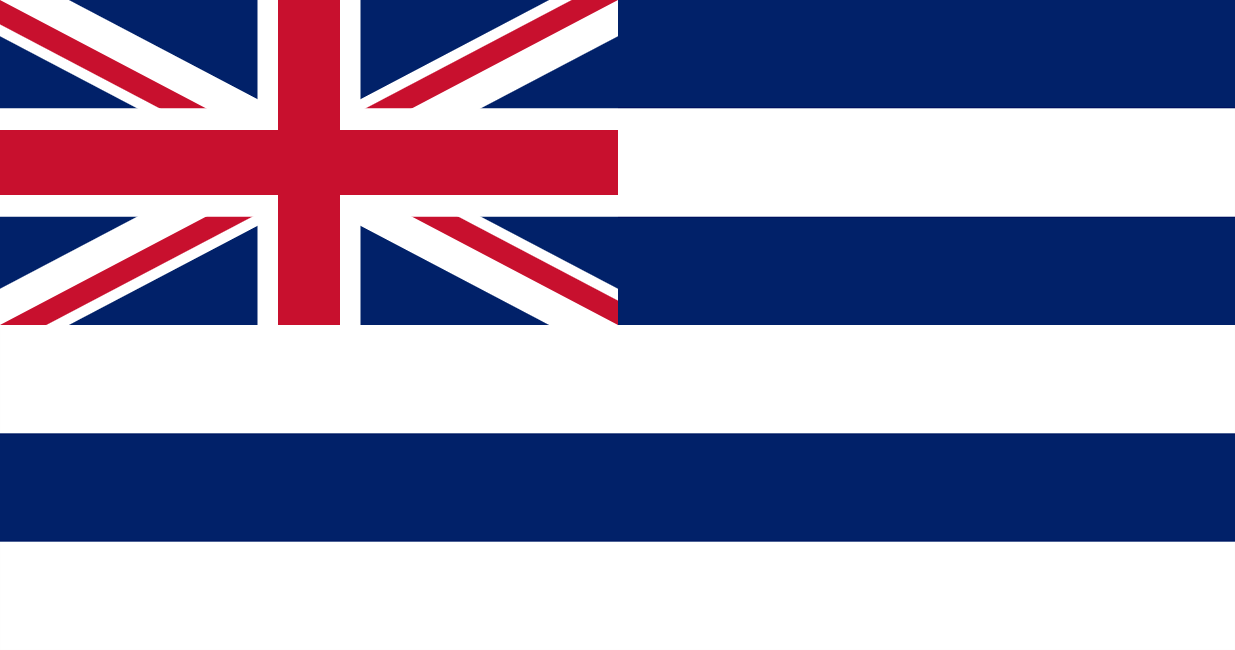
Lá cờ lịch sử của xứ bảo hộ thuộc Anh Bờ Biển Mũi (Mosquito Coast). Bluefields từng là thủ phủ của xứ.

Bluefields (phát âm tiếng Tây Ban Nha: [bluˈfjelds]) là thủ phủ của Vùng tự trị Duyên hải Nam Caribbe (RACS) của Nicaragua. Nó từng là tỉnh lỵ của tỉnh Zelaya cũ, mà sau đó đã được chia thành hai vùng tự trị Caribe Bắc và Nam. Thành phố nằm bên vịnh Bluefields cạnh cửa sông Escondido.

## Khí hậu
Theo phân loại khí hậu Köppen, Bluefields có khí hậu rừng mưa nhiệt đới (Af).
| Dữ liệu khí hậu của Bluefields, Nicaragua | Dữ liệu khí hậu của Bluefields, Nicaragua | Dữ liệu khí hậu của Bluefields, Nicaragua | Dữ liệu khí hậu của Bluefields, Nicaragua | Dữ liệu khí hậu của Bluefields, Nicaragua | Dữ liệu khí hậu của Bluefields, Nicaragua | Dữ liệu khí hậu của Bluefields, Nicaragua | Dữ liệu khí hậu của Bluefields, Nicaragua | Dữ liệu khí hậu của Bluefields, Nicaragua | Dữ liệu khí hậu của Bluefields, Nicaragua | Dữ liệu khí hậu của Bluefields, Nicaragua | Dữ liệu khí hậu của Bluefields, Nicaragua | Dữ liệu khí hậu của Bluefields, Nicaragua | Dữ liệu khí hậu của Bluefields, Nicaragua |
| Tháng                                     | 1                                         | 2                                         | 3                                         | 4                                         | 5                                         | 6                                         | 7                                         | 8                                         | 9                                         | 10                                        | 11                                        | 12                                        | Năm                                       |
| ----------------------------------------- | ----------------------------------------- | ----------------------------------------- | ----------------------------------------- | ----------------------------------------- | ----------------------------------------- | ----------------------------------------- | ----------------------------------------- | ----------------------------------------- | ----------------------------------------- | ----------------------------------------- | ----------------------------------------- | ----------------------------------------- | ----------------------------------------- |
| Trung bình ngày tối đa °C (°F)            | 27.8 (82.0)                               | 28.4 (83.1)                               | 29.0 (84.2)                               | 29.8 (85.6)                               | 29.9 (85.8)                               | 28.9 (84.0)                               | 28.1 (82.6)                               | 28.5 (83.3)                               | 29.1 (84.4)                               | 28.8 (83.8)                               | 28.4 (83.1)                               | 28.0 (82.4)                               | 28.7 (83.7)                               |
| Trung bình ngày °C (°F)                   | 24.9 (76.8)                               | 25.2 (77.4)                               | 26.2 (79.2)                               | 27.0 (80.6)                               | 27.0 (80.6)                               | 26.0 (78.8)                               | 25.6 (78.1)                               | 25.6 (78.1)                               | 25.8 (78.4)                               | 25.6 (78.1)                               | 25.3 (77.5)                               | 25.2 (77.4)                               | 25.8 (78.4)                               |
| Tối thiểu trung bình ngày °C (°F)         | 22.2 (72.0)                               | 22.3 (72.1)                               | 23.3 (73.9)                               | 23.7 (74.7)                               | 24.2 (75.6)                               | 23.9 (75.0)                               | 23.7 (74.7)                               | 23.6 (74.5)                               | 23.5 (74.3)                               | 23.1 (73.6)                               | 22.8 (73.0)                               | 22.6 (72.7)                               | 23.2 (73.8)                               |
| Lượng Giáng thủy trung bình mm (inches)   | 218 (8.6)                                 | 114 (4.5)                                 | 71 (2.8)                                  | 101 (4.0)                                 | 264 (10.4)                                | 581 (22.9)                                | 828 (32.6)                                | 638 (25.1)                                | 383 (15.1)                                | 418 (16.5)                                | 376 (14.8)                                | 328 (12.9)                                | 4.320 (170.2)                             |
| Số ngày mưa trung bình (≥ 1.0 mm)         | 19                                        | 13                                        | 10                                        | 10                                        | 15                                        | 23                                        | 26                                        | 25                                        | 21                                        | 21                                        | 20                                        | 22                                        | 225                                       |
| Nguồn: HKO                                |                                           |                                           |                                           |                                           |                                           |                                           |                                           |                                           |                                           |                                           |                                           |                                           |                                           |